# Association Sportive de Saint-Étienne 1978-1979
Questa voce raccoglie le informazioni riguardanti l'Associaton Sportive de Saint-Étienne nelle competizioni ufficiali della stagione 1978-1979.

## Stagione
Ripresosi da un avvio incostante, il Saint-Ètienne concluse il girone di andata in zona UEFA e, nelle giornate successive, si inserì nella lotta al titolo; grazie ad alcune strisce di risultati utili consecutivi, i Verts arrivarono fino a -1 dalla capolista Strasburgo, peraltro battuta nello scontro diretto. Una sconfitta contro il Bordeaux alla terzultima giornata relegò i Verts al terzo posto finale, ultimo utile per l'accesso alla competizioni europee.
Nei tre turni disputati in Coppa di Francia, i Verts affrontarono delle squadre dilettantistiche, uscendo agli ottavi di finale contro il Gueugnon: sconfitti per 3-0 all'andata, nell'incontro di ritorno i Verts non riuscirono a rimontare, non andando oltre ai due gol segnati nella prima mezz'ora.

## Maglie e sponsor
Lo sponsor tecnico per la stagione 1978-1979 è Le Coq Sportif, mentre gli sponsor ufficiali sono Manufrance per il campionato e RTL per la Coppa di Francia.
| Manica sinistra · Maglietta · Manica destra · Pantaloncini · Calzettoni |

## Statistiche

### Andamento in campionato
| Giornata  | 1 | 2  | 3 | 4 | 5 | 6 | 7 | 8 | 9 | 10 | 11 | 12 | 13 | 14 | 15 | 16 | 17 | 18 | 19 | 20 | 21 | 22 | 23 | 24 | 25 | 26 | 27 | 28 | 29 | 30 | 31 | 32 | 33 | 34 | 35 | 36 | 37 | 38 |
| --------- | - | -- | - | - | - | - | - | - | - | -- | -- | -- | -- | -- | -- | -- | -- | -- | -- | -- | -- | -- | -- | -- | -- | -- | -- | -- | -- | -- | -- | -- | -- | -- | -- | -- | -- | -- |
| Luogo     | C | T  | C | T | C | T | C | T | C | T  | C  | T  | C  | T  | C  | T  | T  | C  | T  | C  | T  | C  | T  | C  | T  | C  | T  | C  | T  | C  | T  | C  | T  | C  | C  | T  | C  | T  |
| Risultato | V | P  | V | N | V | P | V | N | V | P  | V  | P  | V  | N  | V  | V  | N  | P  | V  | V  | N  | V  | N  | V  | P  | V  | V  | V  | V  | V  | P  | V  | V  | V  | V  | P  | V  | V  |
| Posizione | 5 | 14 | 8 | 7 | 6 | 8 | 3 | 4 | 3 | 5  | 3  | 5  | 4  | 5  | 3  | 2  | 2  | 3  | 3  | 2  | 3  | 2  | 3  | 3  | 4  | 4  | 3  | 3  | 3  | 3  | 3  | 3  | 3  | 2  | 2  | 3  | 3  | 3  |

Fonte:  France » Ligue 1 1978/1979 » Schedule, su worldfootball.net.
Legenda:

Luogo: C = Casa; T = Trasferta. Risultato: V = Vittoria; N = Pareggio; P = Sconfitta.